# Hasdrúbal (batalla del Crimís)
Hasdrúbal fou un general cartaginès que fou un dels que va dirigir el gran exèrcit enviat per Cartago a Sicília durant la guerra grecopúnica. Fou derrotat per Timoleont a la batalla del Crimís el 339 aC. Plutarc també l'esmenta, però no diu res sobre vida anterior ni la seva sort posterior a la batalla.